# Walther von Dyck
Walther Franz Anton von Dyck (Monaco di Baviera, 5 dicembre 1856 – Monaco di Baviera, 5 novembre 1934) è stato un matematico tedesco.

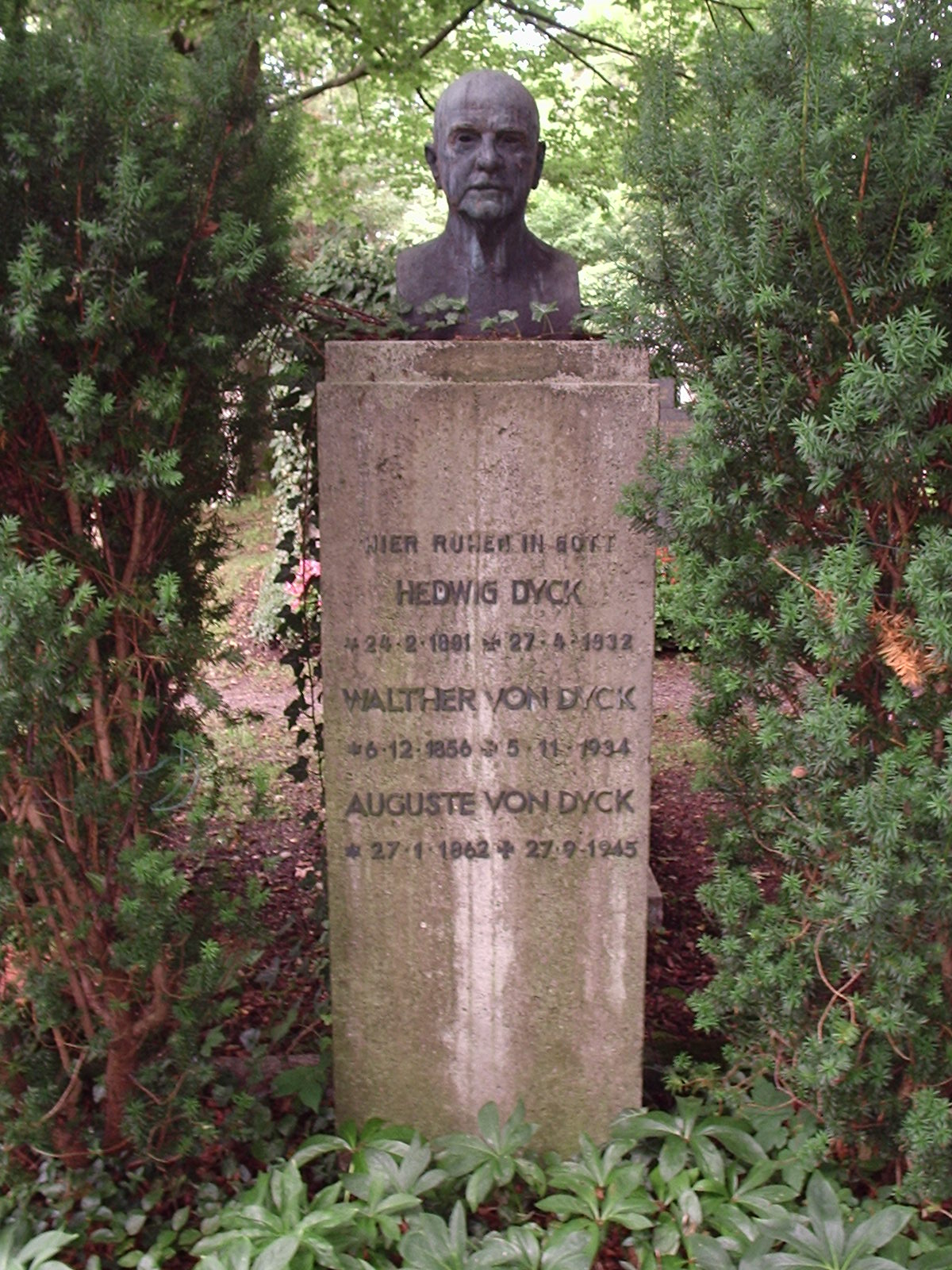
Busto di Walther van Dick, presso la sua tomba a Monaco di Baviera

A seguito del riconoscimento successivo del titolo nobiliare, il cognome divenne von Dick.
Von Dick elaborò la prima definizione di gruppo matematico in senso moderno, gettando le basi della teoria combinatoria dei gruppi, poiché fu il primo a descrivere un gruppo in termini di generatori e relazioni.

## Biografia
Figlio del pittore bavarese Hermann Dyck (1812-1874) e allievo del matematico tedesco Felix Klein, fu il responsabile del comitato editoriale che pubblicò la Klein's encyclopedia. Curatore dell'edizione delle opere di Keplero, divenne rettore dell'Università tecnica di Monaco.
Fu il relatore della sessione plenaria del Congresso internazionale dei matematici svoltosi a Roma nel 1908.
In suo onore furono chiamati la Parola di Dyck nell'ambito della teoria dei linguaggi formali, la superficie e il teorema di Dick, i gruppi triangolari di von Dick, il cammino di Dick relativo al numero di Catalan e il grafo di Dick.